# Bánh mì
Bánh mì ("Bánh" is brood, "mì" is tarwe) is een type brood uit de Vietnamese keuken, gebaseerd op het Franse stokbrood (baguette) maar met een aangepast recept. Bánh mì wordt veelal van een combinatie van rijst en tarwemeel gemaakt. De Vietnamese variant van de baguette is over het algemeen luchtiger en heeft een dunnere korst dan zijn Franse tegenhanger. Bánh mì wordt los geserveerd bij soepen, stoofpotten, en currygerechten.
Binnen Vietnam heeft de term bánh mì een bredere betekenis die refereert aan brood in het algemeen en tegelijk ook aan een belegde sandwich die meestal gevuld is met een combinatie van vleeswaren, groenten, en een saus. Er zijn verschillende varianten belegde versies die elk onder een eigen naam bekend zijn. De bekendste is de bánh mì thịt nguội, die belegd is met leverpaté, verschillende soorten vleeswaren, kruiden, en groenten zoals wortels of komkommers.

## Geschiedenis
Vanaf de tweede helft van de 19e eeuw kwam Vietnam onder Frans koloniaal bestuur, Frans-Indochina. De Fransen brachten verschillende gerechten met zich mee, zoals de baguette en pain de mie. Oorspronkelijk werden de broodjes belegd met typisch Franse ingrediënten zoals, boter, ham, paté en mayonaise. Door de hoge prijs van geïmporteerde tarwe in Vietnam werd het brood als luxe beschouwd, waardoor het enkel door de Fransen en rijkere Vietnamezen gegeten werd. In die tijd kreeg het brood eerst de naam bánh tây (Westers brood), wat later bánh mì (tarwebrood) werd. De dichter Nguyễn Đình Chiểu schreef in 1861 een gedicht waarin hij het brood benoemde.
Tijdens de Eerste Wereldoorlog werd een groot aantal Franse soldaten naar het gebied gestuurd. Tegelijkertijd nam de invoer van tarwe af. Om toch aan de vraag naar stokbrood te kunnen voldoen, werd er rijstmeel door de tarwe gemengd. In de jaren vijftig van de twintigste eeuw ontstond in Ho Chi Minhstad (destijds Saigon geheten) een variant die in stalletjes of vanaf brommers op straat werd verkocht met de naam bánh mì Sài Gòn. Deze broodjes waren belegd met Vietnamese ingrediënten en deze werden al snel een basisvoedsel. Door de Vietnamese diaspora ten gevolge van de Vietnamoorlog werden de belegde broodjes ook geïntroduceerd in Australië, Canada en de Verenigde Staten.